# 建中镇 (瓮安县)
建中镇，是中华人民共和国贵州省黔南布依族苗族自治州瓮安县下辖的一个乡镇级行政单位。
2013年6月24日，贵州省人民政府批复同意瓮安县部分乡镇行政区划调整，以原建中镇、白沙乡和玉华乡太文村（除白溪组、民寨组、下朵良组、高白溪组、酸枣坪组外）地域为新设置的建中镇行政区域，镇人民政府驻凤凰村。

## 行政区划
建中镇下辖以下地区：
果水村、凤凰村、鑫隆坪村、太文村、白沙村、高坪村和保护村。